# Maria Josepa Izard i Llonch
Maria Josepa Izard i Llonch (Sabadell, 24 de febrer de 1911 - 23 de juny de 2003) va ser una ballarina, esportista i professora de música catalana. Va ser pionera de la dansa a Sabadell i a Catalunya, i va destacar també per ser pionera en la pràctica de l'esquí, l'automobilisme i altres esports. Maria Josepa Izard, Carme Mechó i Sabina Rocamor, van ensenyar dansa a centenars de noies i alguns nois a Sabadell entre els anys 1950 i els 1990.
Flla de l'enginyer Francesc Izard, va néixer en el si d'una família benestant. Va estudiar a les Religioses de Sant Josep de Cluny i a l'Acadèmia Miralles, a més de solfeig i piano a Sabadell i Terrassa. La vocació pel ballet la va dur a l'escola del ballarí Joan Magrinyà, de Barcelona. Ella i la seva germana Cristina van ser les dues primeres alumnes de Magrinyà. Durant la Guerra Civil es va exiliar a París i va rebre classes de la professora russa Olga Preobrajenska, estrella del Ballet Imperial Rus, la qual sempre va considerar que era la seva veritable mestra. L'any 1939 va tornar a Sabadell i va dirigir la secció de dansa clàssica d'Educación Y Descanso. El 1940 va obrir una escola al carrer de la Tapineria de Barcelona i als anys 1960 va traslladar l'estudi al carrer de Tuset de la capital catalana, fins al 1973. La seva escola de dansa, juntament amb la de Joan Magrinyà Sanromà i la de Paul Goubé i Yvonne Alexande, eren, a les dècades de 1940 i 1950, les escoles de dansa de referència a Barcelona. Izard fou una de les parelles artístiques de Joan Magrinyà, amb qui va actuar a Reus el 1940 i al Palau de la Música el 1941, a més de molts festivals i gales de Catalunya i Espanya. Destaquen les actuacions que va fer amb motiu de la inauguració del Teatre Comèdia de Barcelona el 1941.
Va ser una enamorada de la muntanya. Sempre que podia anava a Davos i, juntament amb els seus germans, va ser pionera de la pràctica de l'esquí a Catalunya. Unes dots físiques poc convencionals la van convertir en una gran esportista que va guanyar moltes competicions. Va practicar també salts de trampolí.
El fons musical de Maria Josepa Izard es conserva a la Biblioteca de Catalunya des de 2005. L'any 2011, el seu fons documental va ingressar a l'Arxiu Històric de Sabadell. Abraça una cronologia àmplia (1894-2003) i està format principalment per fotografies que documenten la seva vida professional i privada, amb un total de 605 imatges.

## Enllaços extens
- Maria Josefa Izard entrevistada per Josep Maria Espinàs a TV3
- Fons Maria Josepa Izard de la Biblioteca de Catalunya